# Luigi Boscolo
Cav. Luigi Antonio Boscolo (Rovigo, 21 marzo 1823 – Rovigo, 14 febbraio 1906) è stato un artista e incisore italiano.

## Biografia
Figlio di Luigi e Caterina Squarza, studiò e lavorò a Venezia e Rovigo. Nel Duomo di Rovigo sono stati ritrovati documenti relativi al suo battesimo ma in alcuni vecchi libri si trova che era nato a Ferrara nel mese di marzo del 1824 e che quindi, da giovane, aveva studiato a Ferrara.
Studiò dapprima nella sua città natale nelle Regie Scuole Maschili dimostrando un grande talento per il disegno e la pittura. Il suo insegnante e maestro Antonio Bernati, architetto, pittore, incisore, attivo a Padova, Rovigo e Vicenza, lo aiutò ad ottenere una borsa di studio per studiare e perfezionarsi all'Accademia di Belle Arti di Venezia. Era così abile che divenne presto assistente nell'atelier del suo maestro. Completati gli studi, diventerà, per qualche anno, insegnante di incisione all'Accademia di Belle Arti di Venezia e in seguito sarà nominato cavaliere. Fu difensore della Serenissima Repubblica di Venezia o, per meglio dire, della Repubblica di San Marco contro l'esercito austro-ungarico, durante la sua breve vita negli anni 1948 e 1849.
Tra le sue incisioni si ricordano Le Bagnanti da Francesco Hayez, La Maddalena da Natale Schiavoni, opere premiate dall'Accademia di Belle Arti di Brera di Milano; L'Odalisca dallo Schiavoni; un ritratto di Carlo Goldoni da Alessandro Longhi, premiate dall'Accademia di Belle Arti di Venezia; La Madonna del Pomo da Giovanni Bellini; un ritratto di Malatesta Buglioni dal pittore Raffaele Giannetti di Genova; La Sorpresa da Luigi Bechi di Firenze ; Torquato Tasso all'Ospedale Sant'Anna di Ferrara, e il Poeta Camoens o meglio Camões in carcere dal pittore Luigi Moretti di Venezia ed infine i ritratti dei Re d'Italia Vittorio Emanuele II e III, Umberto I, della Regina Margherita di Savoia, del cardinale Silvestri di Rovigo, del conte Spiridione Papadopoli di Venezia e del conte Luigi Camerini di Padova.  Traniello e Stocco elencano 43 opere (soggetto, se da, dove è presente, anno, copie) dopo la mostra dedicata a Luigi Boscolo a Rovigo nell'ottobre 1969.
Pur non essendo un uomo ricco, rinunciò all'opportunità di lavorare presso la Banca d'Italia per mantenere la sua libertà artistica. 

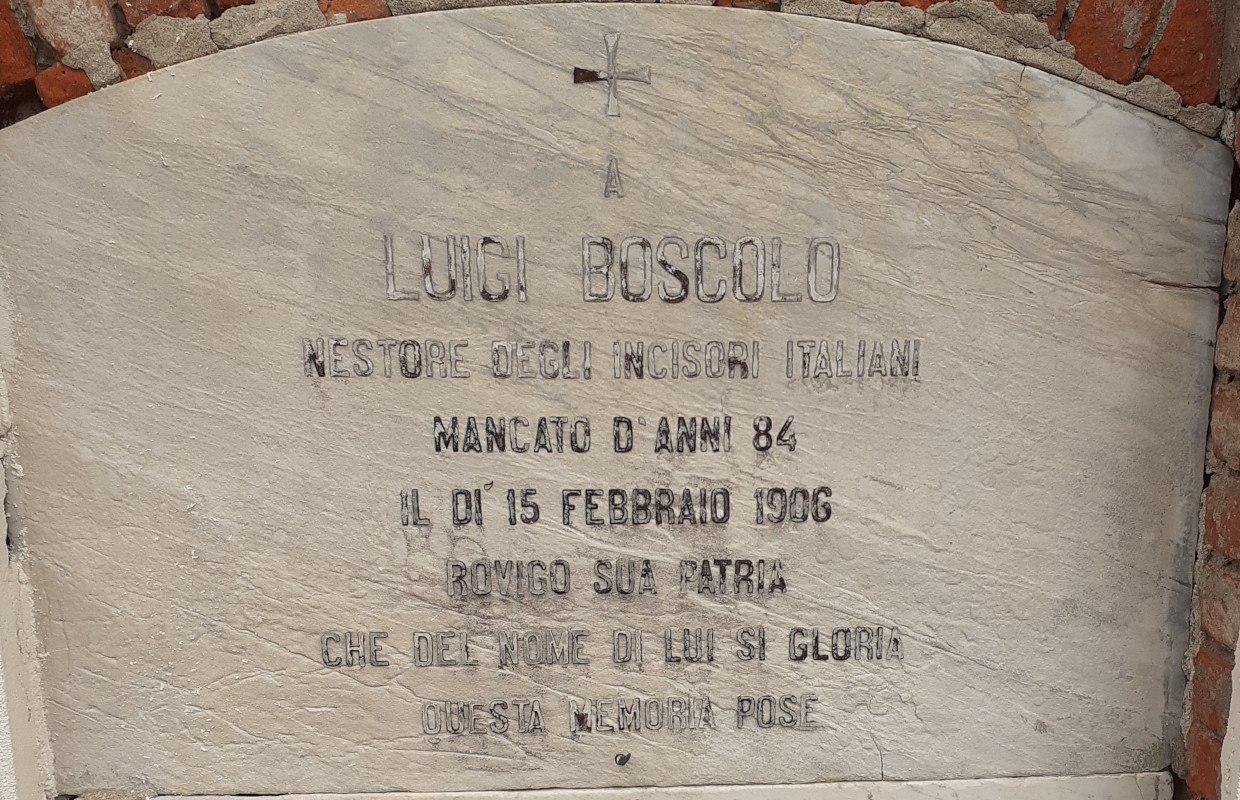
Tomba di Luigi Boscolo - Cimitero di Rovigo

Visse e lavorò a Venezia per oltre 20 anni (1875-1889); quando tornò a Rovigo era ormai vecchio, con le mani tremanti e di salute cagionevole. Donò tutte le sue lastre di rame incise al Comune e all'Accademia dei Concordi di Rovigo e gli venne concesso un vitalizio da aggiungere alla modesta pensione.
Durante la sua vita fu allievo, insegnante e socio dell'Accademia di Belle Arti di Venezia e socio (dal 1854) e ispettore artistico dell'Accademia dei Concordi di Rovigo.
Nel 1917, dopo la battaglia di Caporetto durante la Prima Guerra Mondiale, le sue opere più importanti furono inviate da Rovigo a Palazzo Venezia a Roma per motivi di sicurezza.
A Rovigo, via Luigi Boscolo corre nel centro storico della città, a lato di Piazza Merlin (ex Piazza Roma), dell'antico Ghetto, delle mura medievali, dell'antica Porta San Bortolo.
Morì all'Ospedale Civile di Rovigo ancora lucido ma ormai fisicamente consunto a 82 anni. La sua tomba si trova nel Cimitero di Rovigo; nell'epitaffio/epigrafe ...Nestore degli incisori italiani... e Nestore va inteso come persona anziana saggia e autorevole.

## Opere
- La Fornarina, da Raffaello, 1844, forse la sua prima opera importante (aveva solo 21 anni)
- La Maddalena, da Natale Schiavoni, 1846
- Madonna della seggiola, da Raffaello, 1864
- Madonna con putto o del pomo, da Giovanni Bellini, 1853/1858
- Cardinale Pietro Silvestri, 1859
- Francesco Morosini Doge di Venezia, 1884, forse la sua ultima opera molto importante
- Vittorio Emanuele II di Savoia Re d'Italia
- Umberto I di Savoia Re d'Italia
- Margherita di Savoia Regina d'Italia
- Vittorio Emanuele III di Savoia Re d'Italia

## Galleria d'immagini

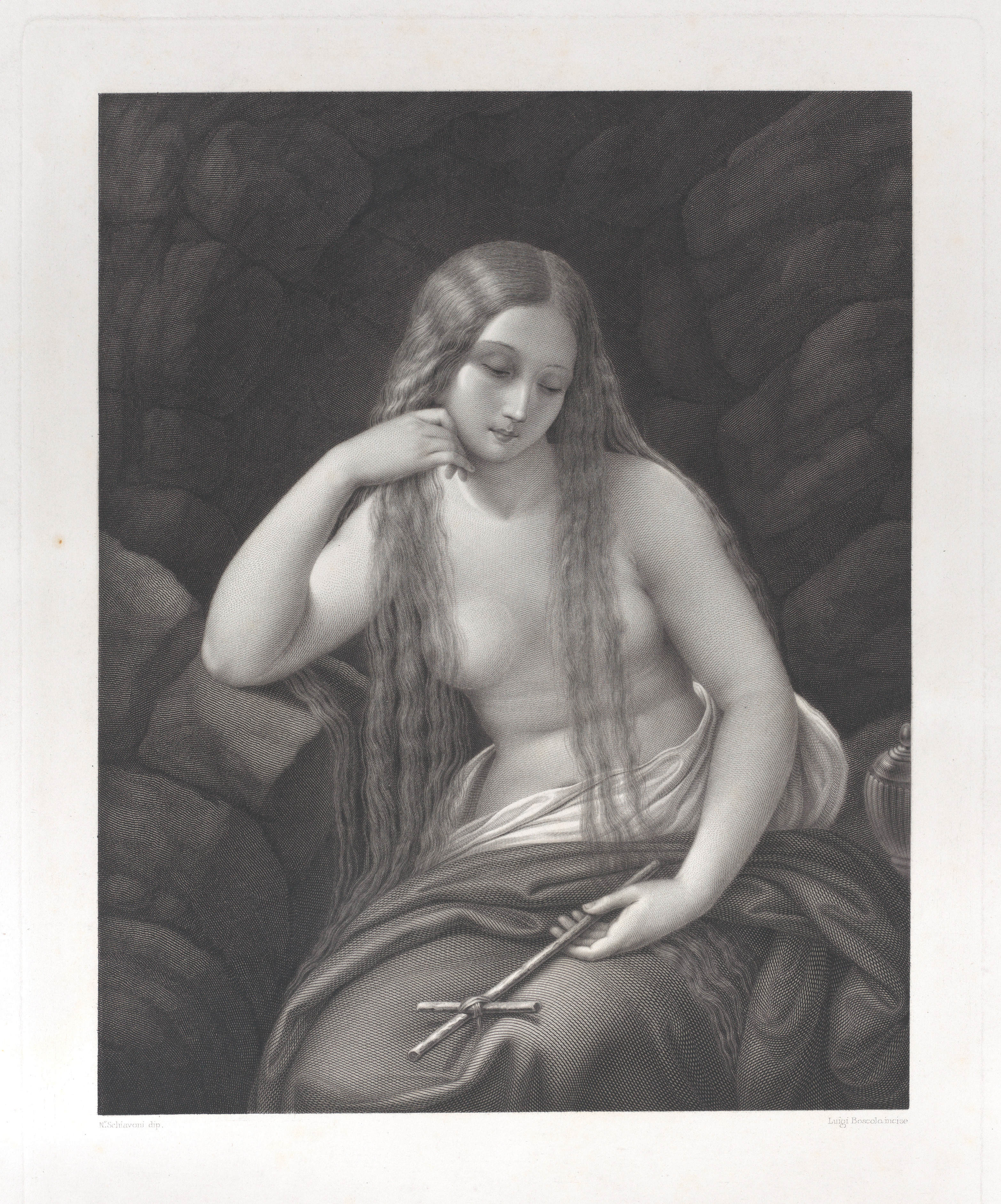
Maddalena penitente con una croce nella mano sinistra - MET DP883309
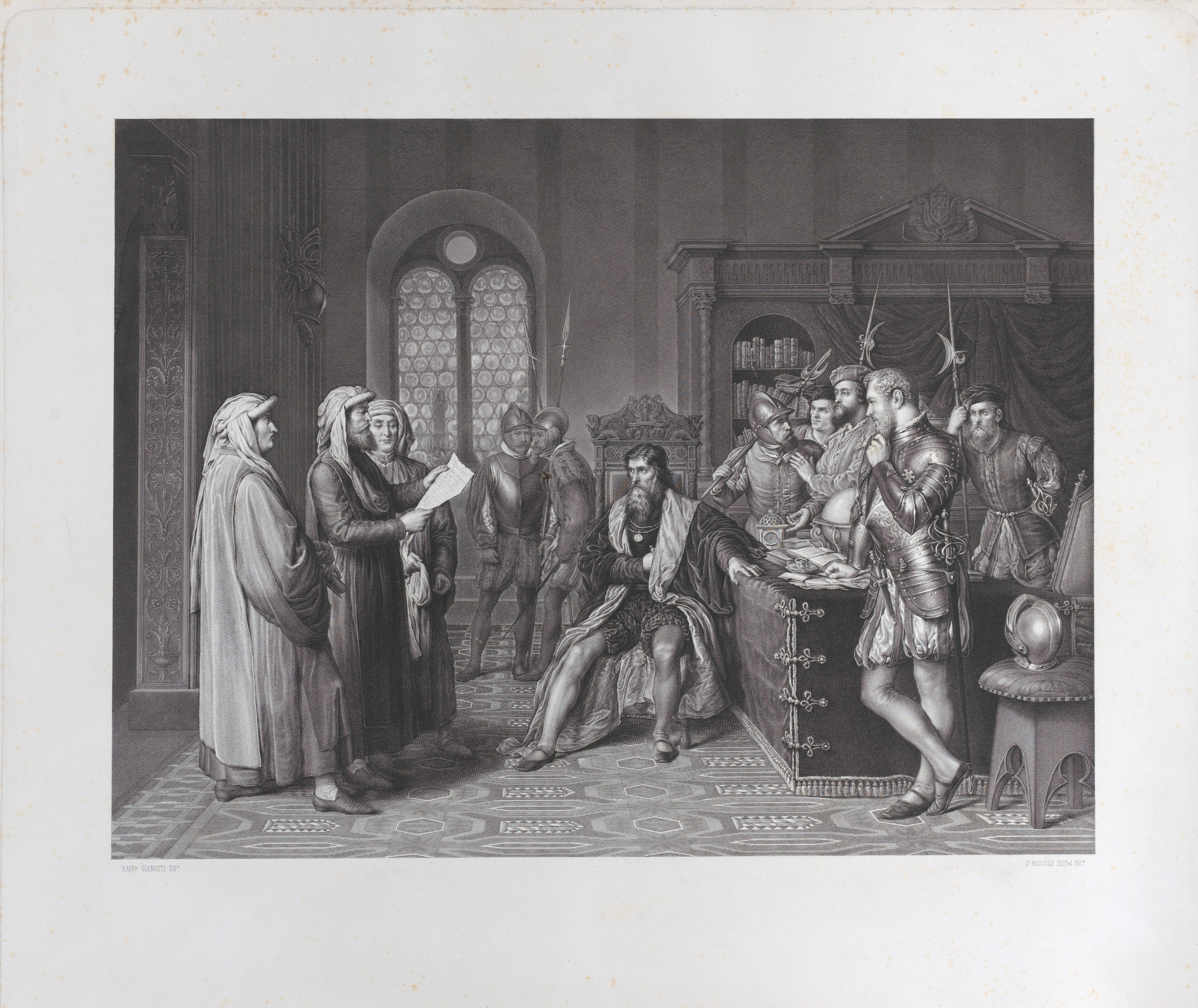
Scena con Colombo - Met DP885620
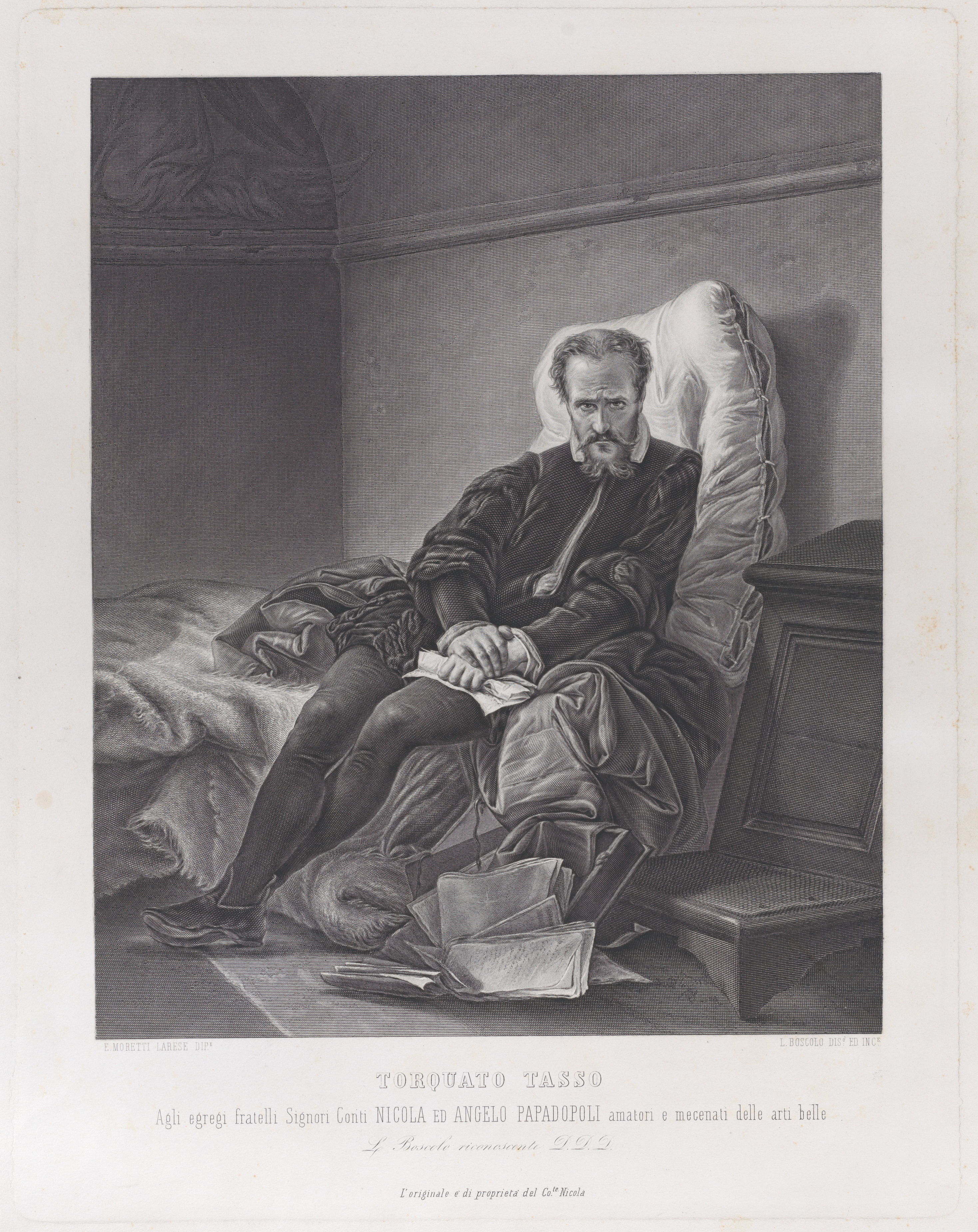
Torquato Tasso all'Ospedale Sant'Anna di Ferrara - MET DP883560